# Ikarus E91
Az Ikarus E91 az Ikarus Egyedi Autóbuszgyár Kft. városi alacsony padlós midi busza. 1997-ben mutatták be a prototípusát, melyet Csepel alvázra készítettek. (Később már Rába alvázt alkalmaztak a gyártásánál.) 34 utast tud szállítani, ebből 19 az ülő- és 15 az állóhely. 

## Műszaki adatai
| Hosszúság:                | 7868 mm |
| Szélesség:                | 2376 mm |
| Tengelytáv:               | 3650 mm |
| Mellső kinyúlás:          | 1943 mm |
| Hátsó kinyúlás:           | 2275 mm |
| Hasznos terhelés:         | 2600 kg |
| Össz. gördülő súly:       | 9200 kg |
| Utasok száma (ülő+álló):  | 19+15 fő |
| Rába B114.50-112 alvázon: | MAN D0824 LOH 05 E2 dízelmotor 115 LE/114 kW/2400/min, 590 Nm/1400/min (opció: Mercedes OM 904 LA E2/3 170 LE/125 kW/2300/min, 660 Nm/1100/min) |

### Ajtók
Két ajtóval rendelkezik, az elülső egy- a hátsó kétszárnyú bolygóajtó, vagy lengőajtó.

### Utastájékoztatás
A buszokat digitális utastájékoztató rendszerrel szerelték, amely a jármű homlokfalán és oldalán a járatszámot és az úticélt, a busz hátán elhelyezett kis méretű kijelző pedig a járatszámot írja ki.

## Az E91 megújulása
Az Egyedi Autóbuszgyár elhatározta 1999-ben, hogy átalakítja „E” családját, így tetszetősebbre váltották többek között az E91 homlokfalát is.

## Magyarországon
Itthon az E91-ből az elején csak a Borsod Volánnál közlekedett egy tiszaújvárosi helyi járatán. (HIY-181) A busz járt bemutató úton Miskolcon és Budapesten is. (Érdekesség hogy a busz a többi E91-es hez képest még nem a facelift frontot kapta meg.) A busz jelenleg magántulajdonban van.
Viszló Trans Kft-nél (Alba Volán Zrt. alvállalkozója) szintén volt használatban pár E91-es típus helyközi/helyi használatban,ezekből az FSJ-781 volt az utolsó megmaradt példány és késöbb, 2022-ben magántulajdonba került.
2014 nyarán egy Norvégiában szolgált E91-es hazakerült,(KH 34272) tervek szerint átalakították elektromos hajtásra majd pár évvel később, 2017-ben sikeres vizsgával NLE-576 rendszámot kapta.A busz Budapesten és Gyömrőn közlekedett. Sajnos a busz jelenleg a kivitelező cég telepén várja a szebb jövőt.
2019 decemberében 7 darabot vásárolt Rigából a BKV, a tervek szerint ebből kettő alkatrészbázisként használt és öt állt forgalomba, az első EAG 2020 májusában, az utolsó 2021 januárjában állt forgalomba.
Rendszám tartományt nézve a RYH 809-813 kapták meg a buszok. Főleg a 251/251A/251E/27-es vonalokon lehet találkozni a buszokkal. 
2024.09.13.-án a Bkv.zrt törölte az állományból a RYH-810 rendszámú E91-est.

## Galéria

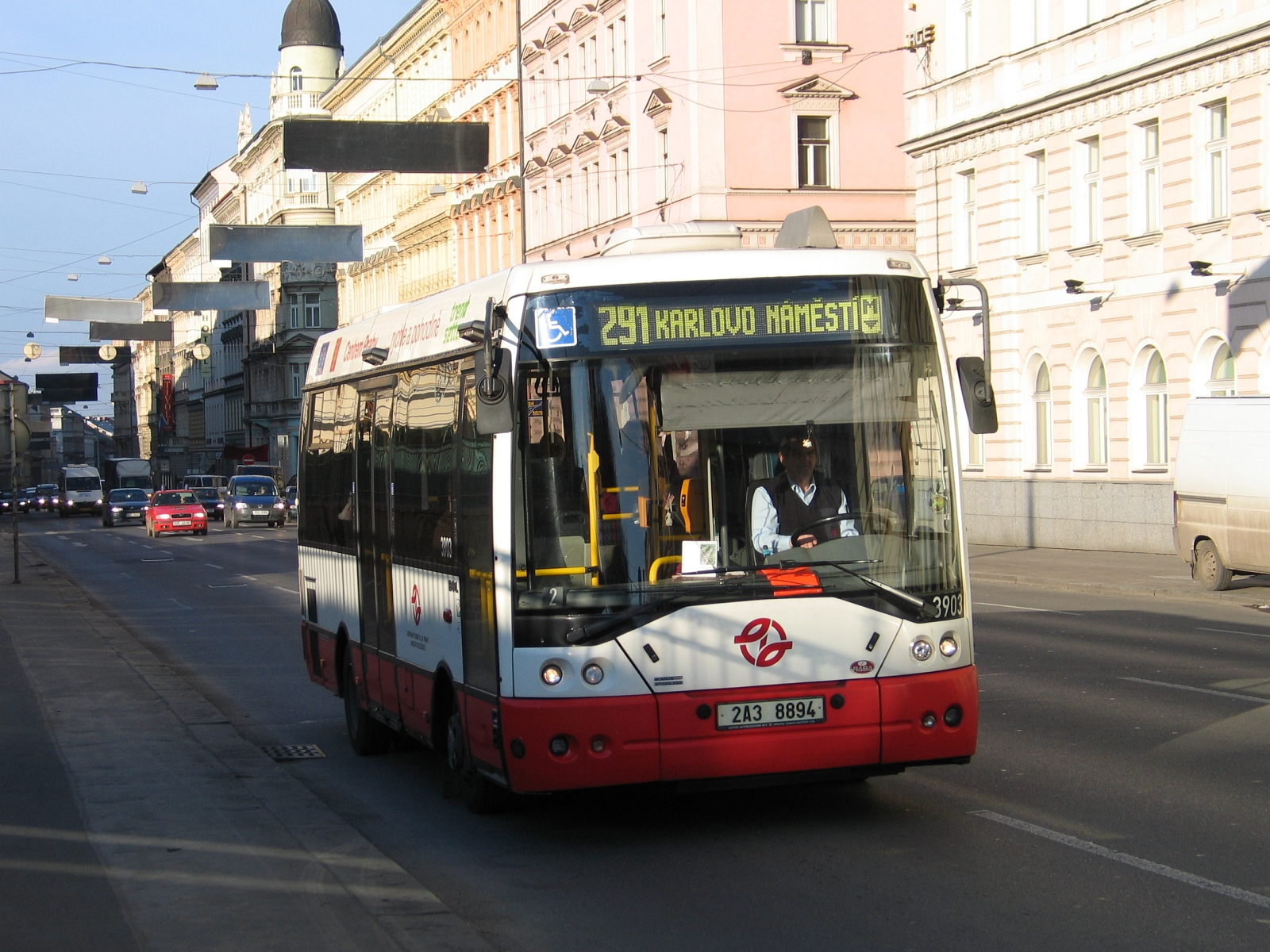
Ikarus E91 Prágában
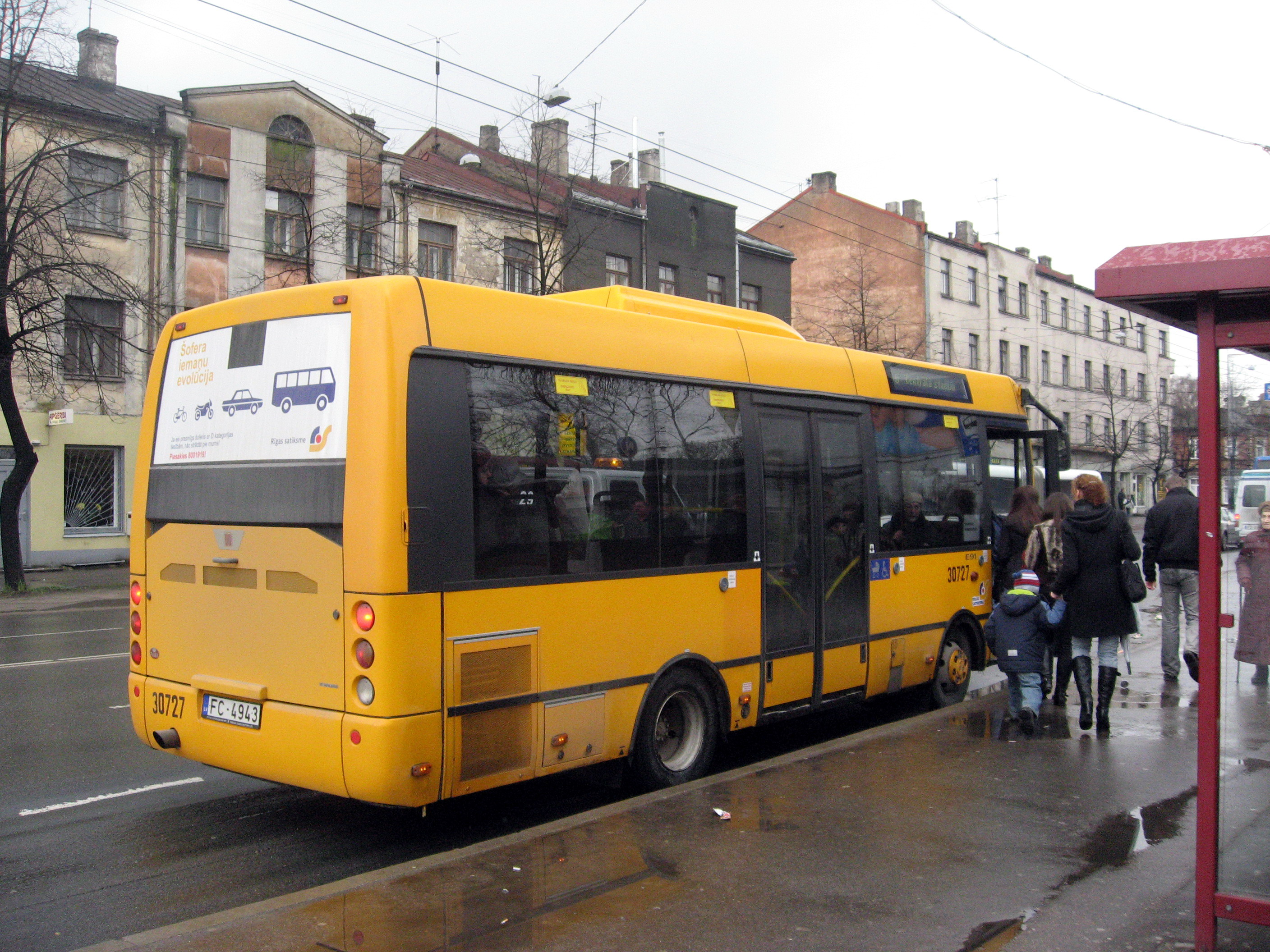
A megújult E91 hátulról
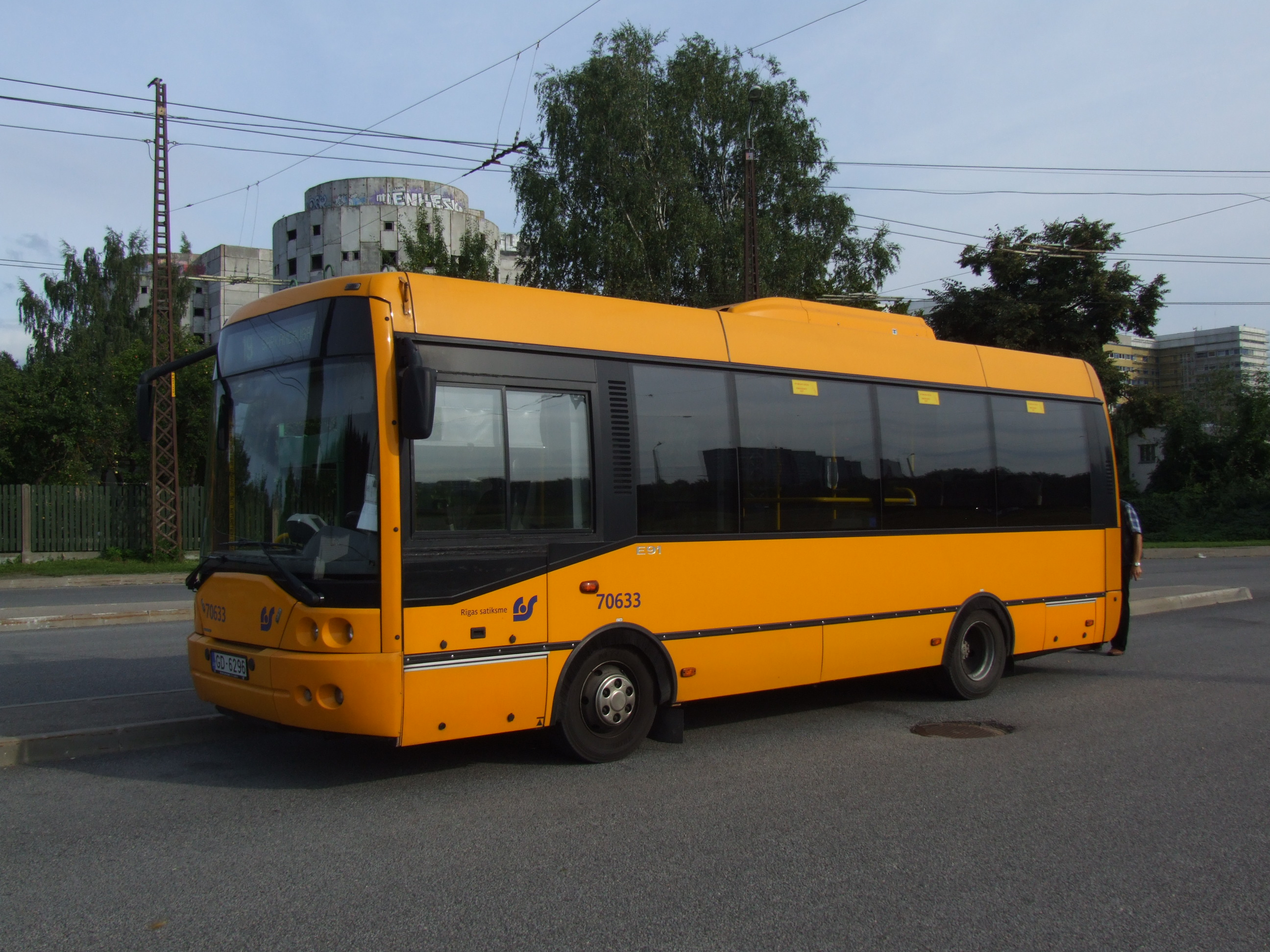
A megújult E91
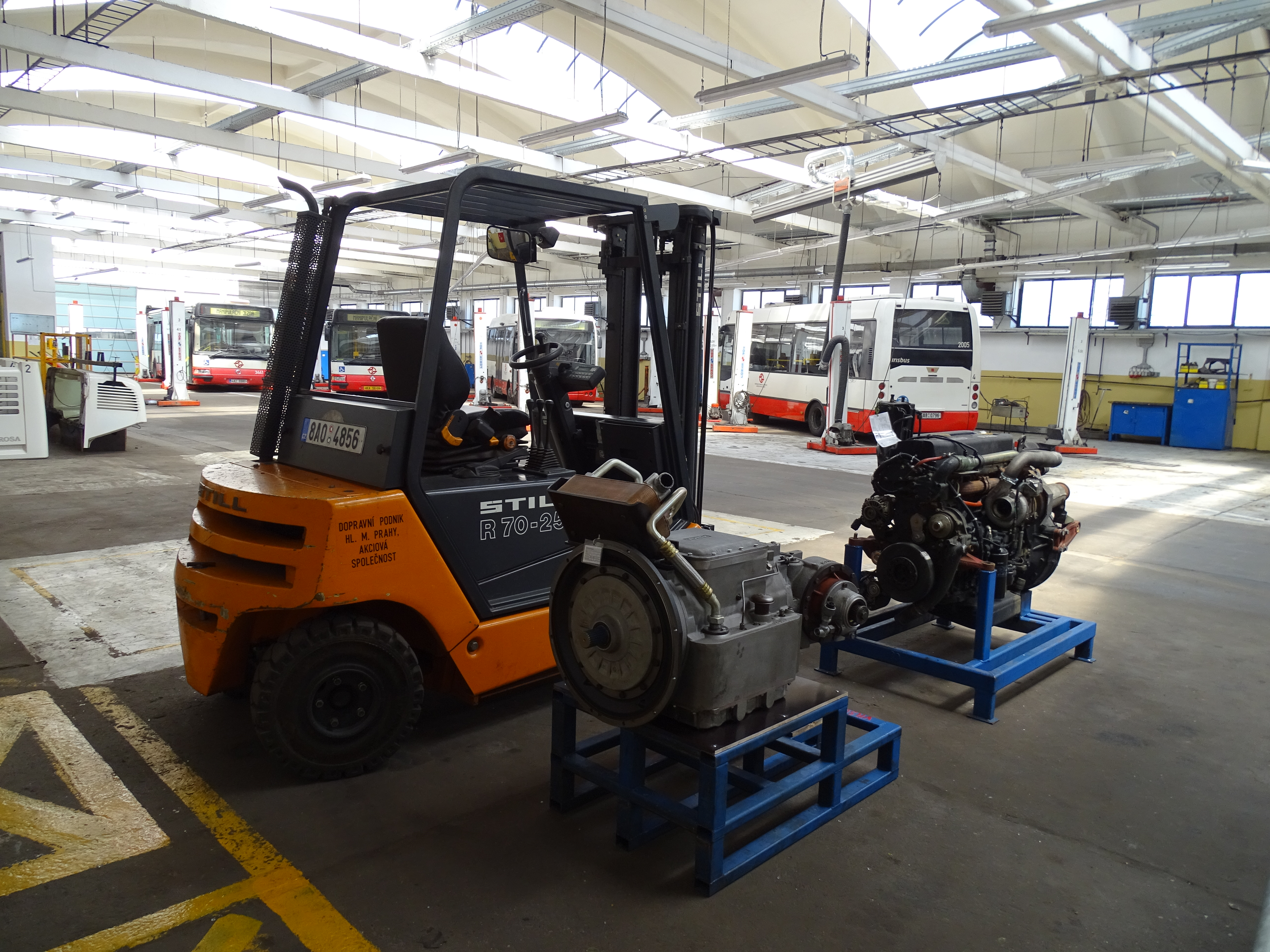
E91-esek a garázsban, előtérben motorokkal
RYH-810 Halad a 251A-vonalon terelés közben